# Manu Katché
Manu Katché (Saint-Maur-des-Fossés, 27 oktober 1958) is een Frans muzikant en songwriter die het meest bekend is om zijn vaardigheid op de drums. Opvallend in zijn stijl: dynamiek, subtiliteit, en op een kenmerkende manier veelvuldig gebruik van splashes: kleine (6" en 8") bekkentjes in zijn drumset. Live is het allemaal een stuk heftiger dan op zijn albums.
Tijdens zijn jeugd is hij voorbestemd tot klassiek pianist en bezoekt in die hoedanigheid dan ook het Conservatorium van Parijs. Hij ontdekt dan het slagwerk en gaat daarin verder.
Hij is bekend geworden in de muziekwereld rond 1980, vooral dankzij het groot succes van Peter Gabriels album So uit 1986 en zijn werk met Sting. Daarna komt hij opvallend voor in de pop, rock, jazz en wereldmuziek.
In 2007 richtte Katché een eigen muziekschool op in Parijs. Hij was ook jurylid bij het talentenjachtprogramma Nouvelle Star. In 2010 componeerde hij in opdracht van het Belgische pretpark Bellewaerde de instrumentale achtergrondmuziek voor de zes themazones van het park. 

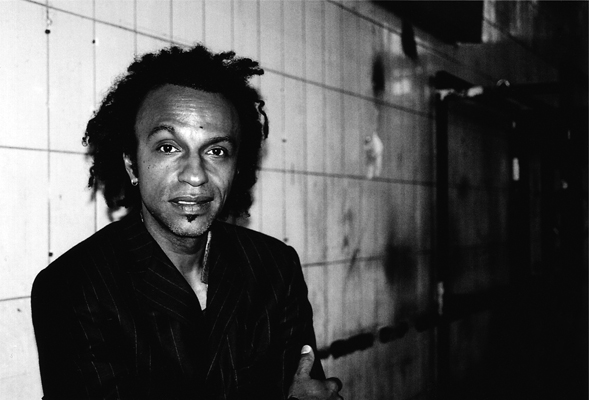
Manu Katché

Op de in 2019 door het tijdschrift Rolling Stone gepubliceerde ranglijst van 100 beste drummers in de geschiedenis van de popmuziek kreeg hij de 57e plaats toegekend.

## Bands
- Al Di Meola
- Bee Gees
- Daniel Lévi
- Dire Straits
- Francis Cabrel
- Gipsy Kings
- Jan Garbarek
- Jean-Jacques Goldman
- Joe Satriani
- Joni Mitchell
- Laurent Voulzy
- Loreena McKennitt
- Mango
- Michel Jonasz
- Paul Young
- Peter Gabriel
- Stephan Eicher
- Sting
- Simple Minds
- Tears For Fears
- Tori Amos
- Tracy Chapman
- Youssou N'Dour

## Soloalbums
- 1991: It's about time
- 1994: Sticking around
- 2005: Neighbourhood
- 2006: Grévin
- 2007: Playground
- 2010: Third round
- 2010: Bellewaerde
- 2012: Manu Katché
- 2014: Live in concert